# Lago Puyehue
El lago Puyehue es una masa de agua superficial ubicada en el límite de la provincia de Ranco con la provincia de Osorno, en la región de Los Lagos.

## Hidrografía
Pertenece a la cuenca del río Bueno.

## Historia
Recibe su nombre del mapudungun puye,-we, lugar de pececitos puye.
El lago Puyehue fue avistado por primera vez en 1553 por una expedición comandada por Francisco de Villagra. El lago siempre tuvo una escasa población, y su sector más poblado, el sector oriente comenzó a desarrollarse recién hacía el año 1900.[cita requerida]
Luis Risopatrón lo describe en su Diccionario Jeográfico de Chile de 1924:
Puyehue (Lago de) 40° 40' 72° 25' Es de aguas de color verde i en su superficie se ha medido 17,5 °C de temperatura en el mes de enero; se ha notado 1,20 m en las fluctuaciones de su nivel en las distintas épocas i presenta 135 m de profundidad, un poco al S W de la punta W de la mas grande, de tres islas altas, escarpadas i mui selvosas, que se hallan en el centro de su parte E. Se encuentra a unos 212 m de altitud, rodeada de tierras boscosas i costas mui regulares que no forman ensenadas notables, recibe del E el rio Golgol i desagua en el W por el rio Pilmaiquen. 1, viii, p. 216; i xiii, p. 235 (Moraleda, 1795); 61, 1853, p. 110 mapa; i LXXXVIII, p. 207 i 208; 63, p. 463; 65, p. 273; 66, p. 29 i 256; 134; 155, p. 604; i 156; de Puyehué en 62, i, p. 56; Puyegue en 3, iv, p. 330 (Alcedo, 1788); de Paichué en 62, I, p. 37; de Dollehue en la p. 34; Purculla en 9, p. 183 (Martínez, 1782); i Limaluque en 2, ii, p. 330.

### Erupción del volcán Puyehue
Tras la erupción del Puyehue de 2011, el Servicio Nacional de Geología y Minería (Sernageomin) informó que tanto en el Lago Puyehue como en los lagos Maihue, Huishue y Gris se observó una importante cantidad de piedra pómez flotantes en sus respectivas superficies.
Aunque poca ceniza fue depositada al oeste del volcán, las partículas volcánicas llegaron al Lago Puyehue por los ríos, resultando en una capa de tefra de 1 a 10 cm de espesor en el fondo del lago.

## Población, economía y ecología
Su poblado más importante en su ribera se llama Entre Lagos, que no supera los 4.000 habitantes.[cita requerida]
Este lago cuenta con varias islas lacustres, entre ellas la Isla Fresia, en la que se han desarrollado cotos de caza deportiva con especies como el ciervo rojo, el ciervo gamo, el muflón y el faisán. En sus riberas hay también algunos complejos turísticos como: Bahía Futacullín, Golgol, Río Pilmaiquen, Mantilhue, Puntilla Ñilque, y las Termas de Puyehue.
Por el costado sur del lago corre la Ruta CH-215 que une la provincia de Osorno a la provincia argentina de Neuquén a través del Paso internacional Cardenal Samoré. Este Paso Fronterizo Internacional tiene la particularidad de ser aquel que se encuentra a una menor altura sobre el nivel del mar, lo cual hace de él el paso que se mantiene más días del año despejado de nieve, y por ende recibe una gran cantidad de tráfico carretero de carga durante los meses de invierno.[cita requerida]

### Estado trófico
La eutrofización es el envejecimiento natural de cuerpos lacustres (lagos, lagunas, embalses, pantanos, humedales, etc.) como resultado de la acumulación gradual de nutrientes, un incremento de la productividad biológica y la acumulación paulatina de sedimentos provenientes de su cuenca de drenaje.: 4  Su avance es dependiente del flujo de nutrientes, de las dimensiones y forma del cuerpo lacustre y del tiempo de permanencia del agua en el mismo.: 24  En estado natural la eutrofización es lenta (a escala de milenios), pero por causas relacionadas con el mal uso del suelo, el incremento de la erosión y por la descarga de aguas servidas domésticas entre otras, puede verse acelerado a escala temporal de décadas o menos.: 4  Los elementos más característicos del estado trófico son fósforo, nitrógeno, DBO5 y clorofila y la propiedad turbiedad.
Existen diferentes criterios de clasificación trófica que caracterizan la concentración de esos elementos (de menor a mayor concentración) como: ultraoligotrófico, oligotrófico, mesotrófico, eutrófico, hipereutrófico. Ese es el estado trófico del elemento en el cuerpo de agua. Los estados hipereutrófico y eutrófico son estados no deseados en el ecosistema, debido a que los bienes y servicios que nos brinda el agua (bebida, recreación, higiene, entre otros) son más compatibles con lagos de características ultraoligotróficas, oligotróficas o mesotróficas.: 14 
Según un informe de la Dirección General de Aguas de 2018, el lago tenía en 2014 condiciones de oligotrofia según parámetro de clorofila.: 28 